# Bembidion demissum
Bembidion demissum är en skalbaggsart som beskrevs av Thomas Casey. Bembidion demissum ingår i släktet Bembidion och familjen jordlöpare. Inga underarter finns listade i Catalogue of Life.